# Гидромуфта

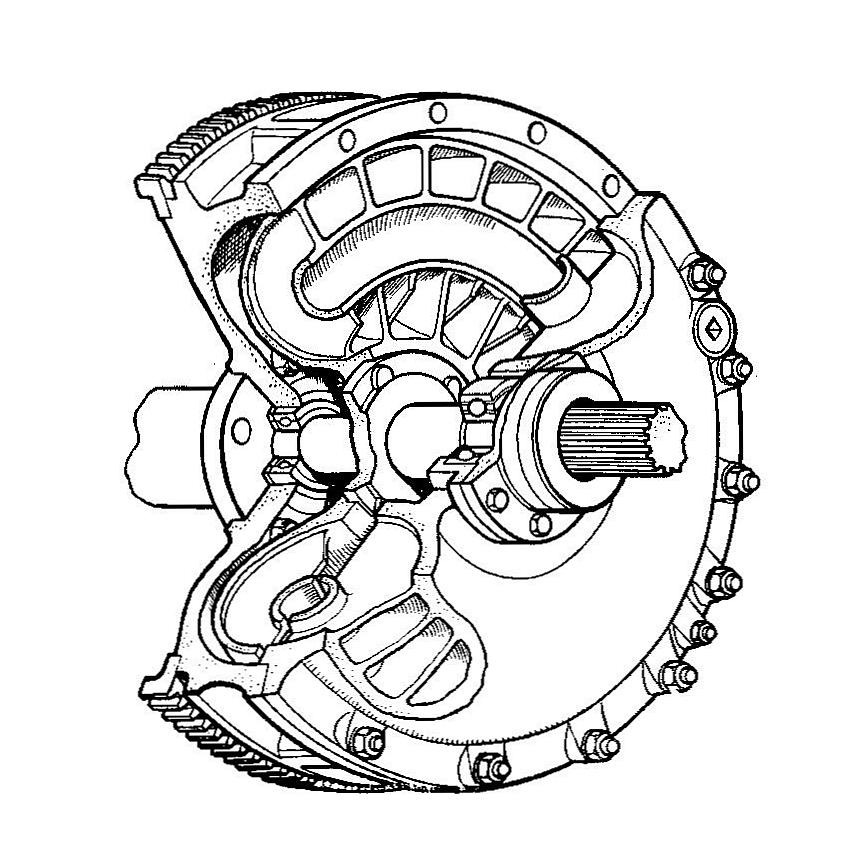
Рисунок гидромуфты в разрезе из автомобиля фирмы Даймлер (1930-е годы)

Гидромуфта (тж: гидродинамическая муфта) — гидродинамическая передача, не преобразующая крутящий момент. Отличием гидромуфты от любых прочих видов муфт является то, что в гидромуфте отсутствует жёсткая кинематическая связь между ведущим и ведомым звеньями (ведущим и ведомым валами).

## Конструкция и принцип действия

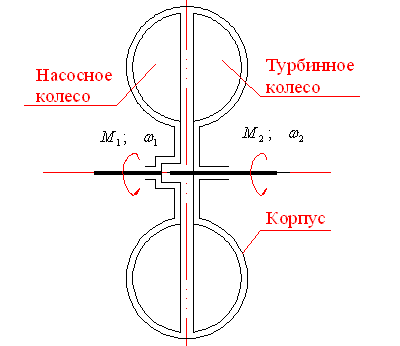
Гидравлическая муфта

Колесо, соединённое с ведущим валом, называется насосным колесом, а колесо, соединённое с ведомым валом, называется турбинным колесом. Фактически насосное колесо представляет собой лопастной насос, а турбинное — лопастной гидравлический двигатель. Оба эти колеса находятся в одном герметичном корпусе и максимально сближены друг с другом (но не соприкасаются), и жидкость при вращении насосного колеса попадает непосредственно на турбинное колесо, сообщая последнему вращающий момент. В отличие от гидротрансформатора, моменты на насосном и турбинном колёсах всегда практически одинаковы.
Коэффициентом трансформации гидромуфты называют отношение угловой скорости ведомого вала к угловой скорости ведущего вала:
{\displaystyle i={\frac {\omega _{2}}{\omega _{1}}},}
где {\displaystyle \omega _{2},} — угловая скорость ведомого вала; {\displaystyle \omega _{1}} — угловая скорость ведущего вала.
Также можно утверждать, что коэффициент трансформации равен отношению частоты вращения ведомого вала к частоте вращения ведущего вала.
Учитывая равенство моментов на ведущем и ведомом валах, можно записать, что КПД гидромуфты равен коэффициенту трансформации:
{\displaystyle \eta ={\frac {N_{2}}{N_{1}}}={\frac {M_{2}*\omega _{2}}{M_{1}*\omega _{1}}}={\frac {\omega _{2}}{\omega _{1}}}=i,}
где {\displaystyle N_{2}} и {\displaystyle N_{1}} — мощность, соответственно, на ведомом и ведущем валах; {\displaystyle M_{2}} и {\displaystyle M_{1}} — момент вращения на ведомом и ведущем валах.
Гидромуфты применяются в коробках передач автомобилей, некоторых тракторов, в авиации и других областях техники.
Перед механическими муфтами гидромуфты имеют те преимущества, что ограничивают максимальный передаваемый момент, и, таким образом, предохраняют приводной двигатель от перегрузок (что особенно важно при пуске двигателя), а также сглаживают пульсации момента.
Существуют гидромуфты переменного наполнения, которые позволяют изменять крутящий момент на выходе, по функциональности они уже идентичны гидротрансформаторам, несмотря на отсутствие в конструкции реакторного колеса. Такие гидромуфты применяются сейчас для регулирования скорости вращения питательных насосов на тепловых электростанциях, ранее применялись и в других механизмах, например, для регулирования скорости вращения вентиляторов холодильников на тепловозах (к примеру, 2ТЭ10). Регулирование осуществляется за счёт изменения объёма жидкости внутри муфты с помощью подвижной (выдвижной) черпаковой трубки, положение которой может меняться с помощью сервопривода. Насос (как правило шестерëнчатый) нагнетает масло в объём гидромуфты, черпаковая трубка удаляет часть объёма масла, в зависимости от её положения. Чем дальше устье черпаковой трубки находится от центральной оси муфты, тем больше масла она забирает, тем меньше объём масла в муфте, и, следовательно, момент на выходе.
Однако КПД гидравлической муфты ниже, чем КПД механической.

## История

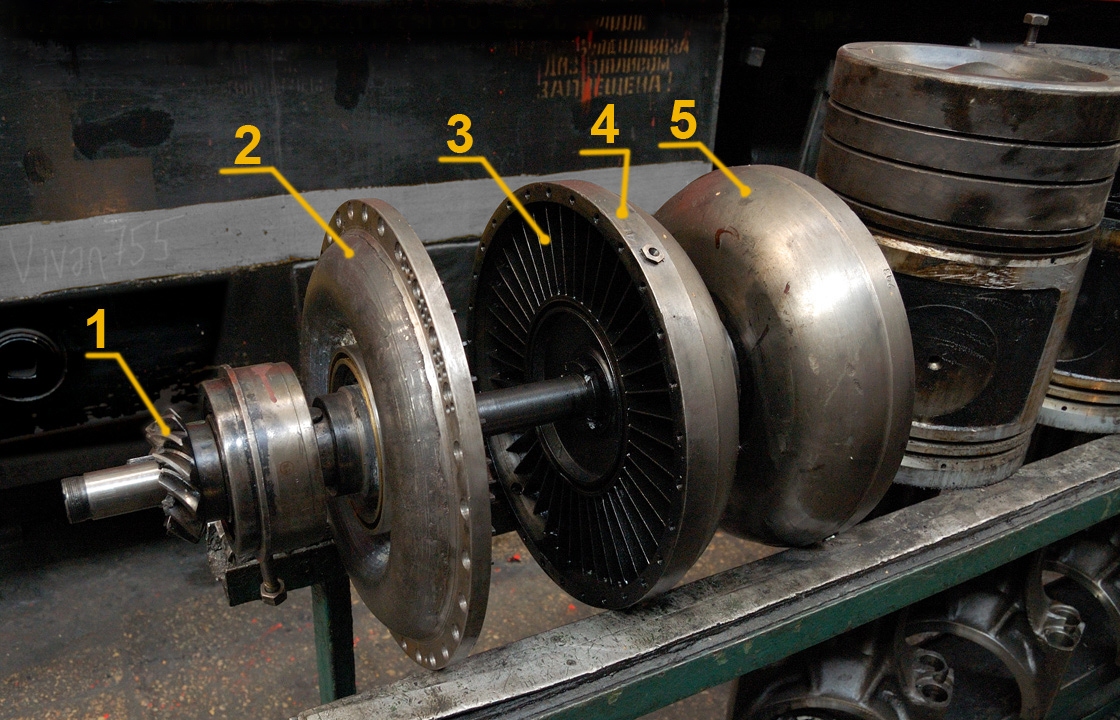
Разобранные гидромуфты вспомогательных приводов тепловоза ЧМЭ3

Создание первых гидродинамических передач связано с развитием в конце XIX века судостроения. В то время в морском флоте стали применять быстроходные паровые турбины, что вызвало необходимость понижения оборотов вала до скорости вращения гребного винта в пределах 200—300 об/мин или ниже — на крупногабаритных судах, так как наиболее высокий КПД гребных винтов проявляется именно в этих пределах. Кроме этого, высокие обороты вызывают кавитацию на лопастях и большие нагрузки. Это потребовало применения дополнительных механизмов. Поскольку технологии в то время не позволяли изготавливать высокооборотистые шестерённые передачи, то потребовалось создание принципиально новых передач. Первым таким устройством с относительно высоким КПД явился изобретённый немецким профессором Г. Фётингером гидравлический трансформатор (патент 1902 года), представлявший собой объединённые в одном корпусе насос, турбину и неподвижный реактор. Однако первая применённая на практике конструкция гидродинамической передачи была создана в 1908 году и имела КПД около 83 %. Позднее гидродинамические передачи нашли применение в автомобилях. Они повышали плавность трогания с места. В 1930 году Гарольд Синклер (англ. Harold Sinclair), работая в компании «Даймлер», разработал для автобусов трансмиссию, включающую гидромуфту и планетарную передачу. В 1930-х годах производились первые дизельные локомотивы, использовавшие гидромуфты.
В СССР первая гидравлическая муфта была создана в 1929 году.